# 布賴滕山 (坦海姆山脈)
47°32′56″N 10°32′51″E / 47.54889°N 10.54750°E

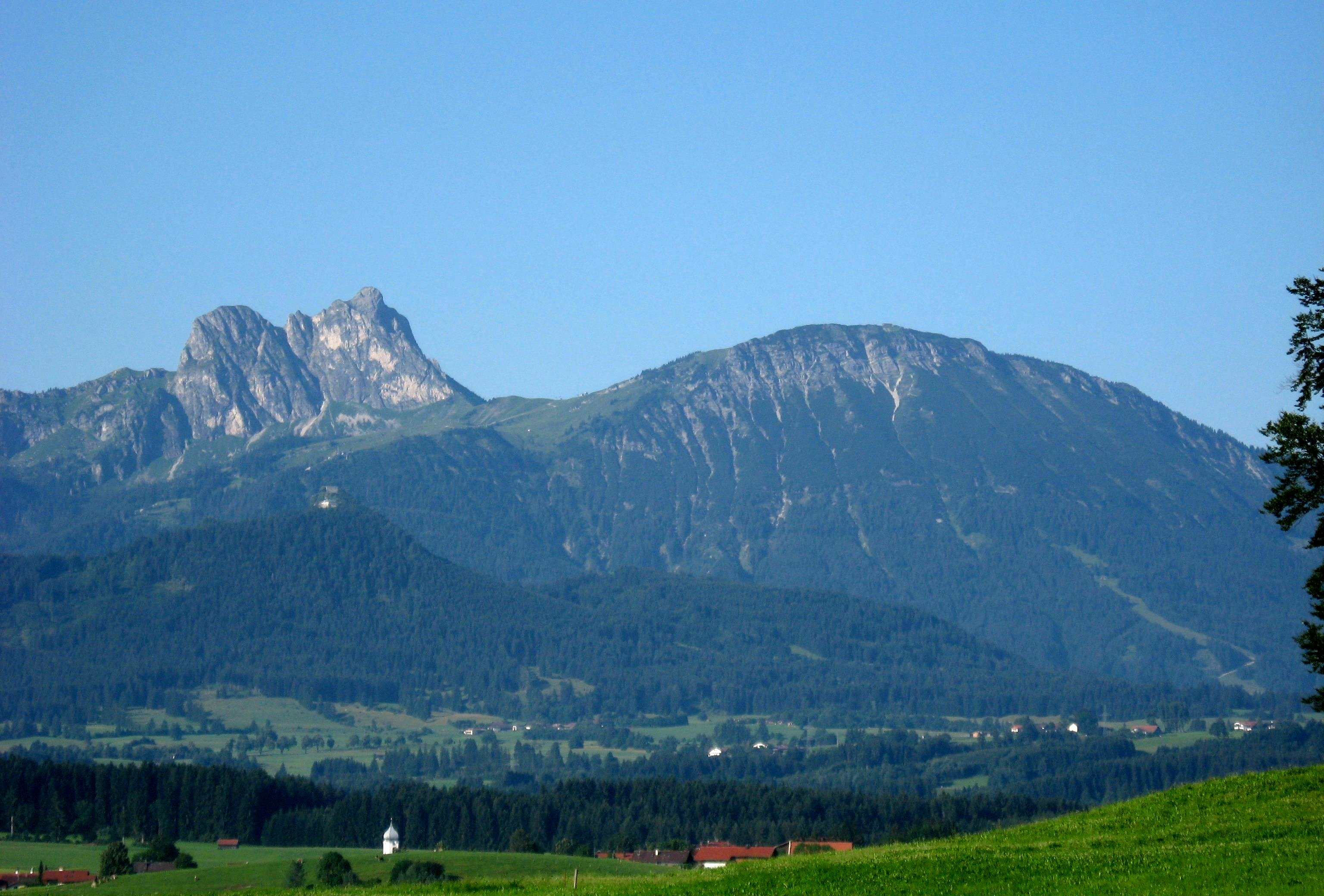

布賴滕山（德語：Breitenberg），是德國的山峰，位於該國東南部，由巴伐利亞負責管轄，屬於阿爾高阿爾卑斯山脈的一部分，距離阿根施泰因山1.2公里，海拔高度1,838米，每年平均降雨量1,758毫米。